# Henk Faanhof
Hendrikus Jacobus (Henk) Faanhof (Amsterdam, 29 augustus 1922 – aldaar, 27 januari 2015) was een Nederlands wielrenner die in 1948 namens zijn vaderland deelnam aan de Olympische Spelen van Londen.
Faanhof was een gevreesd sprinter die in de jaren 50 deel uitmaakte van de succesvolle Nederlandse ploeg van Kees Pellenaars. Zijn mooiste overwinning behaalde hij in de Tour de France van 1954. Na een etappe van 350 kilometer was hij de snelste op de wielerbaan van Bordeaux.

## Belangrijkste overwinningen
1949
- Wereldkampioen op de weg bij de amateurs

1950
- 6de etappe Ronde van Nederland
- 7de etappe Ronde van Nederland

1951
- 2de etappe Ronde van Nederland
- 5de etappe deel B Ronde van Nederland

1954
- 9de etappe Tour de France

## Trivia
- Henk Faanhof was als bekende Amsterdammer lijstduwer en stemmentrekker op de Gemeenteraadsverkiezingenlijsten van de lokale partij Mokum Mobiel, Partij voor de Burger, tegen het gemeentelijke parkeerbeleid en voor het behoud van mobiliteit.
- Samen met wielrenner Hein van Breenen nam hij het lied "Op mijn fietsie" op. Het nummer werd geschreven door Kees Pruis en Louis Noiret en uitgebracht op grammofoonplaat door Omega.

## Resultaten in voornaamste wedstrijden
| Jaar | Ronde van Italië | Ronde van Frankrijk | Ronde van Spanje |
| ---- | ---------------- | ------------------- | ---------------- |
| 1950 |                  |                     |                  |
| 1951 |                  | opgave              |                  |
| 1952 |                  | 76e                 |                  |
| 1953 |                  |                     |                  |
| 1954 |                  | 47e (1)             |                  |

| Jaar | Milaan-San Remo | Gent-Wevelgem | Parijs-Roubaix | Parijs-Tours |  | WK op de weg |
| ---- | --------------- | ------------- | -------------- | ------------ |  | ------------ |
| 1950 |                 |               |                | 12e          |  |              |
| 1951 |                 |               |                |              |  |              |
| 1952 |                 | 40e           | 79e            |              |  | 6e           |
| 1953 | 113e            |               |                |              |  |              |
| 1954 |                 |               |                |              |  |              |